# 셰즈모

셰즈모의 위치 (아케르스후스주)

셰즈모(Skedsmo)는 노르웨이 아케르스후스주의 도시이다. 로메리케(Romerike)의 전통적인 지역의 일부이다. 지방 자치 단체의 행정 중심지는 릴레스트룀 마을이었다. 도시 인구의 약 1/3이 릴레스트룀에 거주했다.
지역 신문은 로메리케스 블레드(Romerikes Blad, 2004년 발행 부수 39,139)이다. 신문은 매일 나온다.
셰즈모 지방자치단체는 2020년 1월 1일부터 릴레스트룀 지방자치단체의 일부가 되었다.